# A Illa de Arousa

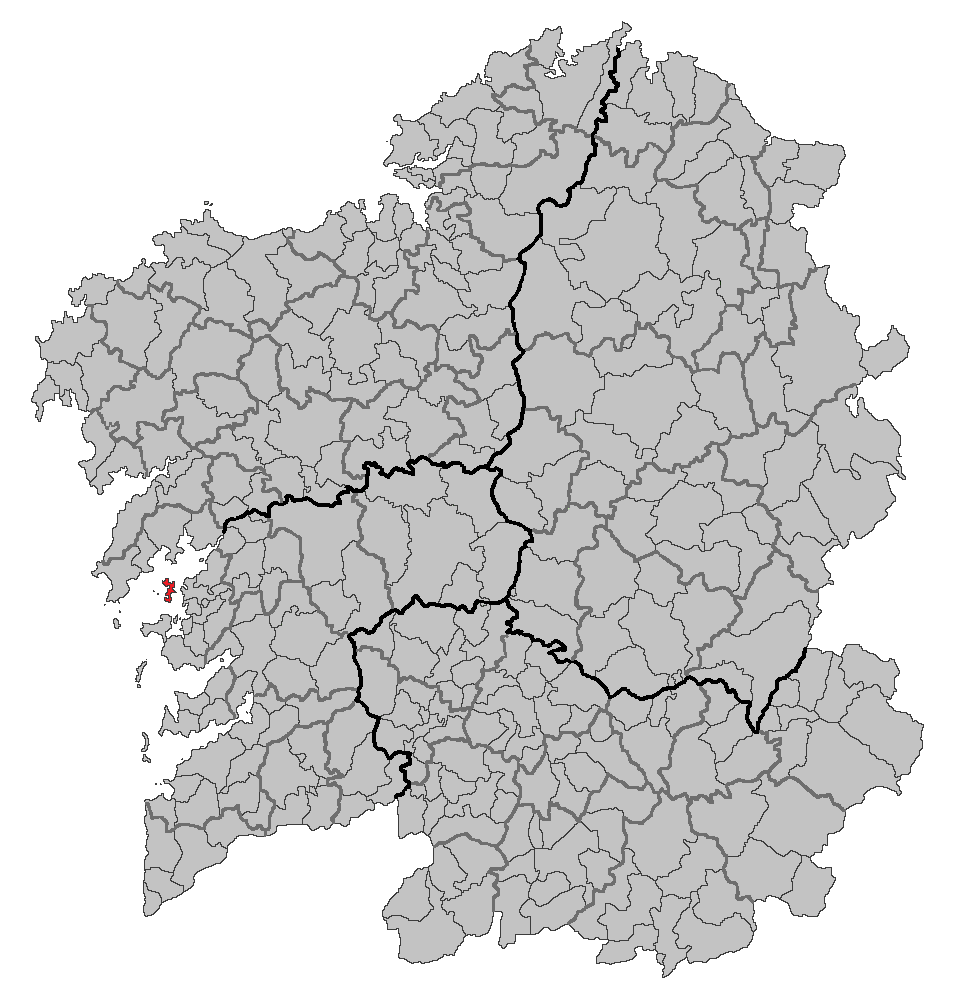
A Illa de Arousa, Pontevedra, Galizia

A Illa de Arousa è un'isola ed un comune spagnolo di 4 870 abitanti situato nella comunità autonoma della Galizia.

Il comune venne creato nel 1996 come distaccamento da Vilanova de Arousa.